# Álomgyilkos
Az Álomgyilkos (angolul The Sleepwalker Killing vagy From the Files of Unsolved Mysteries: The Sleepwalker Killing) 1997-ben bemutatott amerikai tévéfilm, amely megtörtént eseten alapul. June Callwood és Lyle Slack forgatókönyvéből John Cosgrove rendezte. Cosgrove a hasonló témájú Megoldatlan rejtélyek című televíziós sorozat megalkotója is, melynek egyik szegmense inspirálta a film elkészítését. A főszerepben Hilary Swank és Jeffrey Nordling látható.
Eredetileg az NBC sugározta 1997. április 28-án. DVD-n is kiadták 2005. május 24-én.

## Cselekmény
Mark Schall egy éjszaka során megöli anyósát és megsebzi apósát, ezután feladja magát a rendőrségen. Azt állítja, nem emlékszik magára a bűncselekményre. Védőügyvédje bizonyítékot próbál találni arra, hogy védence alvajáróként követte el tettét. 

## Szereplők
- Hilary Swank – Lauren Schall
- Jeffrey Nordling – Lloyd Boyko nyomozó
- Charles Esten – Mark Schall
- Natalija Nogulich – Brooke McAdam ügyvéd
- Lisa Darr – Mary Ellen Matulus körzeti ügyész
- Sean Murray – Christopher Lane
- Victor Love – Ike Nolan nyomozó
- Marisa Coughlan – Tanya Lane
- Sam Anderson – Roth Lane
- Julianna McCarthy – Eileen Hunter
- Joel Polis – Jimmy helyettes ügyész
- John Rubinstein – Dr. Frank Corrigan

## Fordítás
- Ez a szócikk részben vagy egészben  a   The Sleepwalker Killing című angol Wikipédia-szócikk fordításán alapul.  Az eredeti cikk szerkesztőit annak laptörténete sorolja fel. Ez a jelzés csupán a megfogalmazás eredetét és a szerzői jogokat jelzi, nem szolgál a cikkben szereplő információk forrásmegjelöléseként.